# Радович, Корвин
Корвин Радович (рум. Corvin Radovici; 19 декабря 1931 — 17 августа 2017) — румынский шахматист, международный мастер (1968).
В составе сборной Румынии участник 3-х Олимпиад (1960—1964) и 3-го командного первенства Европы (1965) в Гамбурге.

## Изменения рейтинга
| Графики недоступны из-за технических проблем. См. информацию на Фабрикаторе и на mediawiki.org. |